# Tars

En illustration av benet hos en amerikansk sultanhöna (Porphyrio martinica). Tarsen är partiet mellan siffrorna 5 och 6.

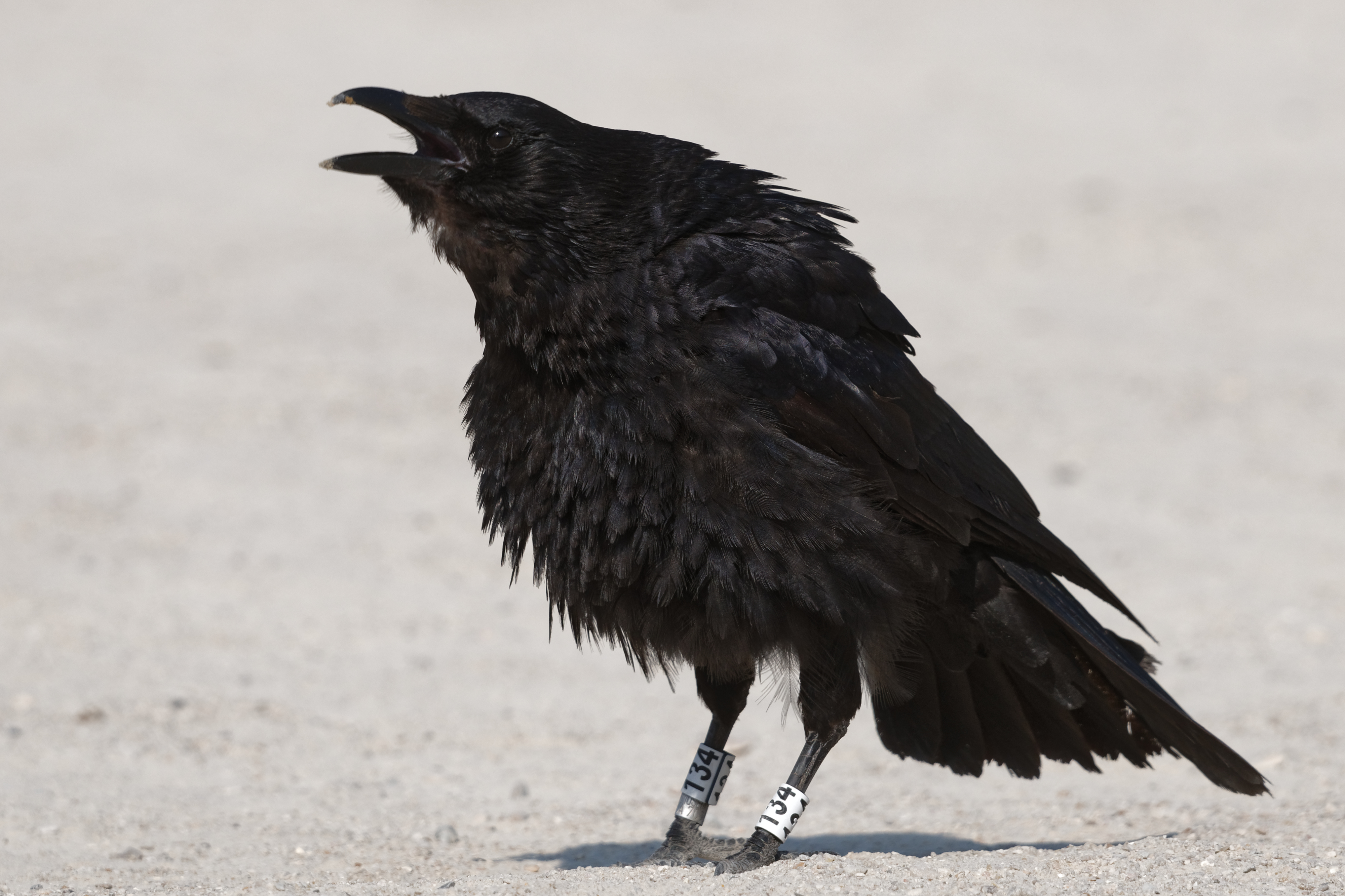
En svartkråka i Paris med ringar på båda tarserna.

Tars (från grekiskans tarsus, ταρσός) är en förkortning för tarsometatarsus vilket är mellanfotsbenet hos fåglar.
Mellanfotsbenet (Tarsometatarsus) är den del av foten som sitter mellan skenbenet och tårna. Detta ben kännetecknas av att det har en ledyta mot skenbenet och tre ledytor mot de främre tårna. Ofta uppfattas tarsen som fågelns underben.
Vissa grupper av fåglar, exempelvis många rovfåglar, har befjädrade tarser medan andra kan ha fjäll. Vid den vanligaste formen av ringmärkning fästs en metallring runt tarsen. 
Begreppet tars används även för motsvarande anatomiska del hos insekter.